# Ricardo Lopes
Ricardo Jorge Freitas Lopes, noto semplicemente come Ricardo Lopes (Luanda, 31 dicembre 1968), è un ex calciatore angolano naturalizzato portoghese, di ruolo attaccante.

## Palmarès

### Club

#### Competizioni nazionali
- Coppa del Portogallo: 1

Estrela Amadora: 1989-1990